# Haldwani
Haldwani (censita come Haldwani-cum-Kathgodam, dal nome del sobborgo di Kathgodam) è una suddivisione dell'India, classificata come municipal board, di 129.140 abitanti, situata nel distretto di Nainital, nello stato federato dell'Uttarakhand. In base al numero di abitanti la città rientra nella classe I (da 100.000 persone in su).

## Geografia fisica
La città è situata a 29° 13' 0 N e 79° 31' 0 E e ha un'altitudine di 423 m s.l.m..

## Società

### Evoluzione demografica
Al censimento del 2001 la popolazione di Haldwani assommava a 129.140 persone, delle quali 68.826 maschi e 60.314 femmine. I bambini di età inferiore o uguale ai sei anni assommavano a 17.540, dei quali 9.264 maschi e 8.276 femmine. Infine, coloro che erano in grado di saper almeno leggere e scrivere erano 88.903, dei quali 49.948 maschi e 38.955 femmine.